# Gare de Soarano
La gare de Soarano (en malgache : Garan'i Soarano) est une gare ferroviaire située dans le quartier de Soarano, dans le 1er arrondissement d'Antananarivo d'Antananarivo à Madagascar.

## Histoire
Conçue par l'architecte Georges Auguste Fouchard dans le style des gares du XIXe siècle. Bâtie entre 1908 et 1910, les travaux ont été dirigés par l'entrepreneur Cornebois.
La gare de Soarano  est à 500 mètres au nord-ouest de l'hôtel de ville, du côté nord de la rue Rainibetsimisaraka.  Elle se situe à l'extrémité nord de l'avenue de l'Indépendance et occupe une place majestueuse au cœur de la ville. 
Le bâtiment a été édifié sur un terrain de remblayage où il y avait une fontaine, d’où le nom Soarano qui signifie « la bonne eau ».
Le propriétaire actuel de cette gare est la société malgache Madarail qui a confié sa rénovation à l’architecte Geneviève Brunet. Ainsi en 2008, elle a retrouvé sa splendeur d'antan et abrite un restaurant, des commerces et quelques services. Aucun service ferroviaire régulier de voyageurs n'opère depuis la capitale.
Les quartiers environnants sont Tsaralalana au nord, Ambodinisotry au sud-ouest et Ambondrona à l'est.

## Service des voyageurs

### Desserte
Le train DIA SOA assure le transport de passagers entre Toamasina et Moramanga (TCE) en 9 h 50 et 10 h 35,. Le parcours du train DIA SOA opéré par Madarail est le suivant : Toamasina, Ambila-Lemaitso, Vohibinany, Anivorano Est, Razanaka, Fanasana, Lohariandava, Andekaleka, Andasibe et Moramanga. 
La désserte vers Moramanga et Antsirabe n'est plus assuré pour le transport de passagers.

## Service des marchandises
Le transport de marchandises est assuré aussi jusqu'à Antananarivo et Antsirabe.